# Maggie Renfro
Maggie Mae Thorton Renfro (14 de novembro de 1895 – 22 de janeiro de 2010) foi uma supercentenária americana que era a terceira pessoa viva mais velha nos Estados Unidos e a pessoa viva mais velha de Louisiana até sua morte.  Maggie foi também a quarta pessoa viva mais velha do mundo e a pessoa afro-americana viva mais velha desde a morte de Gertrude Baines. Maggie reclamava ser um ano mais velha, mas estava registada no censo de 1900, como tendo quatro anos, localizando o seu nascimento em 1895.

## Biografia
Maggie nasceu em Athens, a quarta de onze filhos de Wylie Thornton (10 de fevereiro de 1869 – 18 de setembro de 1948) e Dellie Thornton (12 de abril de 1879 – 5 de março de 1943). Aos dezanove anos de idade tornou-se cozinheira. Mudou-se para Madisonville e mais tarde para Houston, onde conheceu e casou com seu marido Rudy Renfro, com o qual não teve filhos. Após a morte do marido em 1971, Maggie mudou-se para Minden no seu estado natal, onde permaneceu até falecer. Ela atribuiu a sua longevidade a ter sido uma boa servidora de Deus e "Amar toda a gente e tratar todos corretamente". Vivia com sua sobrinha e cuidadora, Mattie Ellis e sentia-se bem de saúde.
Maggie e as suas irmãs centenárias, Carrie Lee Thornton Miller (9 de abril de 1902 – 5 de janeiro de 2010) e Rosie Lee Thornton Warren (6 de janeiro de 1906 – 18 de dezembro de 2009) foram reconhecidas como o trio de irmãs mais velhas do mundo em uma cerimônia organizada pela Encruzilhada Cultural no Centro Cívico Minden. As três irmãs faleceram num intervalo de quarenta dias.